# Saint-Aubin-Celloville
Saint-Aubin-Celloville és un municipi francès situat al departament del Sena Marítim i a la regió de Normandia. L'any 2007 tenia 963 habitants.

## Demografia

### Població
El 2007 la població de fet de Saint-Aubin-Celloville era de 963 persones. Hi havia 334 famílies de les quals 44 eren unipersonals (20 homes vivint sols i 24 dones vivint soles), 107 parelles sense fills, 171 parelles amb fills i 12 famílies monoparentals amb fills.
La població ha evolucionat segons el següent gràfic:
Habitants censats

### Habitatges
El 2007 hi havia 346 habitatges, 339 eren l'habitatge principal de la família, 2 eren segones residències i 6 estaven desocupats. Tots els 346 habitatges eren cases. Dels 339 habitatges principals, 305 estaven ocupats pels seus propietaris, 30 estaven llogats i ocupats pels llogaters i 4 estaven cedits a títol gratuït; 2 tenien dues cambres, 23 en tenien tres, 77 en tenien quatre i 237 en tenien cinc o més. 276 habitatges disposaven pel capbaix d'una plaça de pàrquing. A 101 habitatges hi havia un automòbil i a 226 n'hi havia dos o més.

### Piràmide de població
La piràmide de població per edats i sexe el 2009 era:
| Homes | Edats   | Dones |
| ----- | ------- | ----- |
| 0     | 95 o +  | 0     |
| 0     | 90 a 94 | 4     |
| 4     | 85 a 89 | 0     |
| 4     | 80 a 84 | 4     |
| 0     | 75 a 79 | 8     |
| 8     | 70 a 74 | 12    |
| 24    | 65 a 69 | 16    |
| 24    | 60 a 64 | 8     |
| 8     | 55 a 59 | 12    |
| 56    | 50 a 54 | 44    |
| 40    | 45 a 49 | 52    |
| 52    | 40 a 44 | 48    |
| 48    | 35 a 39 | 44    |
| 32    | 30 a 34 | 56    |
| 4     | 25 a 29 | 16    |
| 40    | 20 a 24 | 16    |
| 32    | 15 a 19 | 52    |
| 48    | 10 a 14 | 68    |
| 28    | 5 a 9   | 40    |
| 24    | 0 a 4   | 24    |

## Economia
El 2007 la població en edat de treballar era de 702 persones, 518 eren actives i 184 eren inactives. De les 518 persones actives 491 estaven ocupades (252 homes i 239 dones) i 27 estaven aturades (15 homes i 12 dones). De les 184 persones inactives 71 estaven jubilades, 68 estaven estudiant i 45 estaven classificades com a «altres inactius».

### Ingressos
El 2009 a Saint-Aubin-Celloville hi havia 339 unitats fiscals que integraven 993,5 persones, la mediana anual d'ingressos fiscals per persona era de 21.405 €.

### Activitats econòmiques
Dels 18 establiments que hi havia el 2007, 1 era d'una empresa alimentària, 3 d'empreses de construcció, 1 d'una empresa de comerç i reparació d'automòbils, 2 d'empreses de transport, 1 d'una empresa immobiliària, 6 d'empreses de serveis, 1 d'una entitat de l'administració pública i 3 d'empreses classificades com a «altres activitats de serveis».
Dels 3 establiments de servei als particulars que hi havia el 2009, 1 era un paleta, 1 fusteria i 1 lampisteria.
L'únic establiment comercial que hi havia el 2009 era una fleca.
L'any 2000 a Saint-Aubin-Celloville hi havia 8 explotacions agrícoles.

## Equipaments sanitaris i escolars
El 2009 hi havia una escola elemental.

## Poblacions més properes
El següent diagrama mostra les poblacions més properes.